# Здание универмага Мосторга на Красной Пресне
Здание универмага на Красной Пресне — здание в стиле конструктивизма, расположенное по адресу улица Красная Пресня, 48/2, строение 2 в Краснопресненском районе Москвы. Объект культурного наследия народов России регионального значения

## История
Здание было возведено в 1927—1928 годах по проекту братьев-архитекторов Александра, Виктора и Леонида Весниных и стало их первой конструктивистской постройкой в Москве.
Веснины вписали небольшое здание в трапециевидный участок, выходящий на площадь Краснопресненская Застава, со сторон зажатый соседними домами. Расположение определило композицию фасада, решённую единым остеклённым эркером высотой в 3 этажа, очерченным железобетонной рамой. Огромная витрина была призвана продемонстрировать преимущества новой централизованной советской торговли.
Чтобы предотвратить запотевание или оледенение витринных стёкол были предусмотрены 5 вентиляционных шахт на крыше здания, через которые входил и постоянно циркулировал холодный воздух. На гладкой плоскости стены 4 этажа, предназначенного для служебных помещений, была размещена гигантская двухстрочная надпись «Мосторг. Универсальный магазин».
Здание прошло реконструкцию в 1970-х годах, в 2002 году было приватизировано Benetton Group. Компания провела реставрацию здания, обновила фасад-витрину приближенно к первоначальному проекту Весниных и восстановила оригинальную вывеску «Мосторга», однако оригинальные интерьеры были практически полностью утрачены.
В 2022 году Департаментом культурного наследия города Москвы утверждён перечень представляющих особую историко-культурную значимость элементов и характеристик здания. К предметам охраны отнесли: местоположение и композиционную роль здания в структуре района, архитектурно-художественное оформление фасадов (козырёк над главным входом, оконные и дверные проемы), рисунок заполнения витрин, материал и способ отделки фасада, надписи «Мосторг» и «Универсальный магазин» на уровне четвертого этажа, планировку, все конструкции и перекрытия здания, а также функциональное значение постройки (магазин). Перечисленные элементы и характеристики необходимо будет учитывать при проведении любых работ. 

## Статьи и публикации
- Галина Малясова. Универмаг Мосторга на Красной Пресне. Узнай Москву. Дата обращения: 2 мая 2015.
- Пресненский Мосторг (позже - Краснопресненский универмаг, ныне - магазин одежды «Benetton»). Советская архитектура. Дата обращения: 8 марта 2017. Архивировано из оригинала 26 апреля 2017 года.
- Конструктивизм в архитектуре Москвы. moya_moskva.livejournal.com. Дата обращения: 8 марта 2017.
- Универмаг «Мосторг» на Красной Пресне
- Универмаг «Мосторг» на Красной Пресне